# Vénera Kastrati

## Vida y carrera
Desde su niñez, Kastrati experimentó una identidad doble pues sus padres eran originalmente de Kosovo. Esta identidad, comprendida entre Albania y Kosovo, es la fuente de muchas de sus obras de arte.
Empezó a practicar violín a la edad de cinco años,  manteniendo el estudio por cinco años sucesivos en la Escuela de Música en Tirana. Dejó de estudiar por razones diferentes y no tuvo la posibilidad de tocar el violín por años. Después de esta rotura larga, la artista está experimentando cómo la memoria recuperada puede jugar una función importante en el equilibrio entre cuerpo y mente.
Kastrati estudió pintura y gráficos en la Academia de Artes en Tirana, Albania desde 1993 hasta 1997. Ella también estudió arte en Brera Academia (Accademia di Brera) en Milán, Italia de 1998 a 2004.
También tuvo la posibilidad de estudiar el antiguo teatro de títeres en Palermo, durante el año 1997 con Mimmo Cuticchio, conocido por su experimental Cunto. Allí fue donde Kastrati estudió también teatro de sombra contemporáneo.
La memoria es un aspecto que se ha convertido en algo cada vez más importante para su investigación reciente.

## Trabajo
El trabajo de Kastrati empaña la frontera entre fotografía, vídeo, dibujo, instalación, escultura y teatro de sombras. Su trabajo está centrado principalmente en el estudio de la condición humana en un estado de emergencia extremo. Sobre la década pasada,  ha desarrollado proyectos diferentes que exploran la relación entre imagen y memoria. Su investigación en el arte tiene asociaciones fuertes con el arte antiguo de teatro de sombras de títeres, mientras que también hace referencia a las raíces de la fotografía y el cine.

## Exposiciones
Los trabajos de Kastrati han sido exhibidos en grupo y en solitario en numerosas muestras, incluyendo la 53.º Bienal de Venecia, "Krossing", en 2009. Expuso también en el Museo Marino Marini (Florencia); en la Fondazione Carisbo, Bologna; en el Palazzo Barolo, Torino; en la Casa Masaccio "Doble Ata", San Giovanni Valdarno (2011); en el Palazzo Rospigliosi, Roma (2010).
Ganó el premio musulmán Mulliqi de 2009 con "Llamando aTodas las Estaciones", expuesto en la Galería de arte El Kosova, Pristina (2009); expuso en el Museo de Arte Moderno, Ascona (Suiza); en el Palazzo della Penna, Perugia (2006); en el Palazzo Farnese (Ortona), Italia; en la Galería XXL, Sofía, Bulgaria (2000); en la Galería Nacional de Artes Figurativas de Albania, Tirana, "Onufri '99" (1999).
Kastrati fue la única artista en representar al Pabellón Albanés en una exposición en solitario en la 25.ª Bienal de Alejandría para países mediterráneos en Egipto, en la edición 2009–2010.
En 2003 fue invitada por el curador Harald Szeemann para participar en una de sus memorables exposiciones: Blut & Honig – Zukunft ist am Balkan en Sammlung Essl en Klosterneuberg (Austria), y en el acontecimiento especial "Los Balcanes, una intersección al futuro" en Arte Fiera, Bologna, 2004.